# Рогачовське староство
Рогачовське староство (пол. Starostwo Rohaczewskie, біл. Рагачоўскае староства) — адміністративна одиниця у складі Річицького повіту Мінського воєводства Великого князівства Литовського провінції Речі Посполитої. Центром Рогачевського староства було містечко Рогачов.

## Історія
- З 1556 р. — утворення Рогачовського староства (маєтку).
- У 1565–1566 рр. — згідно адміністративно-територіальної реформи долучено до Річицького повіту.
- У 1563 р. — трьом полоцьким шляхтичам замість зайнятих російськими військами маєтків, тимчасово, віддані зі складу староства Звонець і Жлобин.
- У 1576 р. — відомо про зміцнення оборонного замку у м. Рогачов, і втрати сіл Бохань і Куліговка.
- У 1654–1667 рр. — розруха, бунт і війна через вторгнення козаків під командуванням Золотаренко І. Н. і його брата Золотаренко В. Н.[1].
- На початку панування короля Станіслава Августа Понятовського тимчасово в цьому старостві проводилися суди та сеймики Річицького повіту[2].
- У 1772 р. — землі Рогачовського староства відійшла до Російської імперії, та приєднані до неї у 1793 р..

## Адміністративний поділ
- У 1765 р. — згідно Люстрації в складі староства залишався маєток м. Рогачов та 27 сіл («вєсь»), всього понад 700 дворів («димів»). Воно поділялося на Заднєпрське (за р. Дніпро), Задруцьке (за р. Друть) і Рогачовське війтівства; села (пол. wieś) і «дзержави» (пол. dzierżawy).
- У складі староства була волость Рогачовська;
- войтовство Заднєпрське (за р. Дніпро): с. Фундамінка, с. Ніговка, с. Семьоновка, с. Гадзіловіче, с. Зборово, с. Ічежище, с. Шапчице, с. Крупля, с. Ходасовіче, с. Турск.
- войтовство Задруцьке (за р. Друть): с. Лучин, с. Стренки, с. Заболоце, с. Хапани, с. Заполє, с. Косцєшово, с. Колоси, с. Новосце, с. Задруце.
- войтовство Рогачевське: с. Щібрин, с. Станков, с. Старосєлє, с. Кісцене, с. Медера, с. Віляговка, с. Тощіца, с. Віщін.
- дзержава Росохи (Росочіце): с. Росохи.
- дзержава Хлуси: с. Хлуси, с. Колєсніково, с. Слобода Дубодзєловська.
- дзержава Головаче: с. Головаче, с. Рудня (Мікуліче).
- дзержава Лозов: с. Лозов.
- дзержава Столпня: с. Столпня, с. Ухти, с. Хіми.
- дзержава Навітовка і Бабіч: с. Навітовка, с. Бабіче.
- дзержава Мяркатовіче: с. Мяркотовіче, с. Прикліца, с. Буда Борова, с. Буда Льосова, с. Городек, с. Ботвіново, с. Вітвіца.
- дзержава Лукє: с. Лукє, с. Бєліца, с. Красногура Слобода.
- дзержава Сянозонткі: с. Сянозонткі.

## Старости і намісники
Староство — це державний маєток, який давав великий князь або король на тимчасове користування феодалам як натуральну пенсію за службу.
На посаді Рогачовського старости відомі:
- У 1534–1539 рр. — Іван Михайлович[3],
- у 1545 р. — Міхно Якубович,
- у 1549–1552 рр. — Павло Попельжінський (орендар «дзержавца» королеви Бонни Сфорца),
- у 1552 р. — Долмат Богдан (злочинець),
- у 1555 р. — Мацей Войцехович,
- у 1556 р. — Григорій Бака,
- у 1562–1563 рр. — князь Богдан Васильович Соломирецький,
- у 1593–1620 рр. — Роман Г. Волович,
- у 1633–1644 рр. — князь Олександр Богданович Огінський,
- у 1644–1649 рр. — Я. Юдицький,
- у 1649 р. — Казимир Лев Сапега,
- З 1677 р. — Леонард Габріель Поцей (Пацей, Пац),
- з 1695 р. — його син Казимир Олександр Поцей,
- з 1724 р. — його онук Олександр Поцей,
- з 1758 р. — сини (його онука) Людвіг Поцей,
- з 1771 р. — і Леонард Поцей.
- до 1787 р. — Михайло Поцей.